# نادي دومجاله
نادي دومجاله لكرة القدم (بالسلوفينية: Nogometni Klub Domžale)‏ هو نادي كرة قدم سلوفيني من مدينة دومجاله، تأسس سنة 1921. يلعب حالياً في الدوري السلوفيني الممتاز.